# Brudebuketten
Brudebuketten är en norsk svartvit komedifilm från 1953 i regi av Bjørn Breigutu. I huvudrollen som Siv Blom ses Randi Kolstad.

## Handling
Siv Blom går i sömnen och en natt går hon och lägger sig i konstnären Picassos säng. De blir ett par, men när han får ett stipendium reser han utomlands utan henne. Hon börjar arbeta på firman Høyland & Høyland där den yngre chefen blir förälskad i henne. Siv mår så dåligt att hon börjar gå i terapi, på inrådan av Høyland jr. Besöket gör dock saker än värre: Siv går baklänges i trans nedför Karl Johan. Den unge Høyland ser ingen annan utväg än att skicka Siv på en kurerande vistelse i Stockholm. Där möter hon charmören Victor Wahlin och hon är nära att foga sig för hans inviter, men kommer till slut på andra tankar. Förvirrad reser hon tillbaka till tant Berthe i Oslo, vars hem hon ser som sin enda fasta hållpunkt. Till slut bestämmre hon sig för att gifta sig med Høyland jr.

## Rollista
- Randi Kolstad – Siv Blom
- Lalla Carlsen – Berthe
- Per Aabel – Høyland jr.
- Lauritz Falk – Victor Wahlin
- Jørn Ording – Picasso, konstnär
- Wenche Foss – en bardam
- Kari Diesen – badgäst
- Fridtjof Mjøen – psykiatriker
- Aud Schønemann – Mirakel, hushjälp
- Sigrun Otto – en pliktuppfyllande mor
- Paal Rocky – avdelningschef
- Guri Stormoen – värdinna
- Anne Lise Wang – mannekäng
- Jon Sund – hotellportier
- Arne Bang-Hansen – Stockholmsfararen
- Britta Lech-Hanssen – Stockholmsfararens fru
- Eva Steen – dam i butik
- Leif Omdal – en konsthandlare
- Lillemor Grimsgaard – en dam
- Topsy Håkansson – mannekäng
- Greta Syrdahl – en konstintresserad dam
- Turid Balke – sekreterare
- Svein Byhring – bud

Medlemmar av gruppen The Monn Keys
- Per Asplin
- Nora Brockstedt
- Oddvar Sanne
- Fredrik Conradi
- Sølvi Wang

## Om filmen
Brudebuketten är Bjørn Breigutus regidebut. Den bygger på Paal Rockys novell med samma namn och Rocky skrev även filmens manus tillsammans med Breigutu. Filmen producerades av bolagen Contact Film AS och Ø. C. Vennerød & Co. med Jack Hald som produktionsledare. Den fotades av Sverre Bergli medan Ragnvald Strand svarade för stillbilder och B-foto. Klippare var Olav Engebretsen. Musiken komponerades av Egil Monn-Iversen.